# Oenanthe javanica
Persil japonais, Œnanthe de Java
Espèce
Statut de conservation UICN

LC : Préoccupation mineure
Oenanthe javanica, le Persil japonais ou l’Œnanthe de Java, est une espèce de plantes herbacées de la famille des Apiaceae. Cette plante est cultivée pour en consommer ses feuilles et ses tiges fines, crues ou cuites.

## Répartition
Ce taxon a été recensé en Russie, en Chine, au Japon, en Inde, ainsi que dans toute l'Asie du Sud-Est, jusqu'en Australie.

## Systématique
Le nom correct complet (avec auteur) de ce taxon est Oenanthe javanica (Blume) DC..
L'espèce a été initialement classée dans le genre Sium sous le basionyme Sium javanicum Blume.
Ce taxon porte en français les noms vernaculaires ou normalisés suivants : Persil japonais, Œnanthe de Java,.
Oenanthe javanica a pour synonymes :
- Oenanthe javanica subsp. japonica (Miq.) Honda
- Oenanthe pterocaulon S.L.Liou et al.
- Oenanthe stolonifera subsp. japonica (Miq.) Maxim.

### Liste des sous-espèces
Selon GBIF (16 août 2024) :
- Oenanthe javanica subsp. javanica (Blume) DC.
- Oenanthe javanica subsp. rosthornii (Diels) F.T.Pu